# Ilepati
Ilepati is een bestuurslaag in het regentschap Flores Timur van de provincie Oost-Nusa Tenggara, Indonesië. Ilepati telt 664 inwoners (volkstelling 2010).